# Elección para gobernador de Illinois de 2002
La elección para gobernador de Illinois de 2002 tuvo lugar el 5 de noviembre. 

## Primaria republicana

### Candidatos

#### Nominado
- Jim Ryan, procurador general de Illinois

#### Eliminado en primarias
- Patrick O’Malley, senador estatal
- Corinne Wood, vicegobernadora de Illinois

### Resultados

Resultado de las elecciones por condado.

|  | 44.68 % |

|  | 28.42 % |

|  | 26.89 % |

|  | 100 % |

## Primaria demócrata

### Candidatos

#### Nominado
- Rod Blagojevich, representante de los EE. UU.

#### Eliminado en primarias
- Roland Burris, exprocurador general de Illinois, excontralor de Illinois, candidato a gobernador en 1994 y 1998 y candidato independiente a alcalde de Chicago en 1995
- Paul Vallas, exdirector ejecutivo de las escuelas públicas de Chicago

### Resultados
|  | 36.50 % |

|  | 34.47 % |

|  | 29.03 % |

|  | 100 % |

## Encuestas
| Fuente de la encuesta                                                                                               | Fecha(s) de realización  | Tamaño de muestra | Margen de error | Rod Blagojevich (D) | Jim Ryan (R) | Cal Skinner (L) | Otro Indecisos |
| --- | ------------------------ | ----------------- | --------------- | ------------------- | ------------ | --------------- | -------------- |
| Rasmussen Reports (enlace roto disponible en Internet Archive; véase el historial, la primera versión y la última). | 28-30 de octubre de 2002 | 535               | ± 4.3%          | 53%                 | 39%          | 4%              | 4%             |

## Resultados
|  | 52.19 % |

|  | 45.07 % |

|  | 2.09 % |

|  | 0.65 % |

|  | 100 % |

|  | 51.86 % |